# Dyckia microcalyx
Dyckia microcalyx är en gräsväxtart som beskrevs av John Gilbert Baker. Dyckia microcalyx ingår i släktet Dyckia och familjen Bromeliaceae.

## Underarter
Arten delas in i följande underarter:
- D. m. microcalyx
- D. m. ostenii